# Greenfield (Minecraft)
Pour les articles homonymes, voir Greenfield.
Greenfield est une carte du jeu vidéo Minecraft conçue pour ressembler à la côte ouest des États-Unis d'Amérique, fortement inspirée par la ville de Los Angeles, et est construite à une échelle 1 pour 1, la taille de chaque bloc étant d'un mètre cube. Il présente diverses caractéristiques d'une ville réelle, telles que des zones industrielles, des ports, des transports en commun, des banlieues et un centre-ville,. Avec des milliers de constructions, Greenfield est continuellement travaillé avec un niveau croissant de qualité de construction. Presque tous les bâtiments ont des intérieurs élaborés, dont la fonctionnalité est inspectée chaque fois qu'une nouvelle construction est publiée,. Un groupe de 10 personnes supervise la ville, et plus de 400 personnes ont aidé à construire la ville.

## Réponse critique
Gina Lees, écrivant pour PCGamesN, a classé Greenfield comme l'une des meilleures villes Minecraft, écrivant qu'elle a « des détails incroyables sur la ville » et que l'on « peut passer des heures à errer dans les différentes zones ». Stephany Nunneley de VG247 a qualifié la ville « d'incroyable », et Chris Carter de Destructoid l'a décrite comme une ville « vivante et respirante ». Selon Bryan Lawver de Screen Rant, le niveau de détail de Greenfield le fait ressembler davantage à « une capture d'écran de SimCity qu'à une création en blocs de Minecraft vue d'en haut ». Dmitry Lapunov, écrivant également pour Screen Rant, a déclaré que les caractéristiques de la ville la rendent « crédible », qualifiant la ville de « projet de passion sincère ». Nate Crowley de Rock, Paper, Shotgun a trouvé que la terraformation du paysage était plus impressionnante que la ville elle-même, affirmant que cela lui rappelait les constructeurs de planètes dans The Hitchhiker's Guide to the Galaxy.